# Анна Ізабелла Мілбенк
А́нна Ізабе́лла Мі́лбенк — (або, як її називали в домашньому колі, Аннабела) дружина Байрона, з якою він одружився в 1815 році, а за рік розлучився, залишивши на неї їхню дочку Августу Аду (більш відому як Ада Лавлейс, яка вважається першим у світі програмістом). Про Байрона казали, що він узяв шлюб з нею через гроші, але на той час його матеріальне становище було досить міцне. В Аннабелі він шукав те, чого не знаходив в інших жінках (котрі, до речі, упадали за ним, особливо після виходу в світ «Паломництва Чайльд Гарольда»), — душевну рівновагу, поміркованість, гідність, взаєморозуміння. До знайомства з Аннабелою Байрон пережив бурхливий романс з Кароліною Лемб, пристрасною, ексцентричною жінкою. Порівняння обох було на користь Аннабели. Байрон неймовірно кохав мадам Мілбенк.
Вони були зовсім різні. Але це й притягувало його. У щоденнику 1813 року поет писав: «Які дивні наші стосунки і дружба. Без іскри кохання з одного й з другого боку. Вона жінка надзвичайна і зовсім не примхлива. Вона поетеса, математик і метафізик і при цьому добра, чуйна, ніжна і без великих претензій». Пізніше він писав: «Я знову закохаюсь, якщо не буду обережний». Незабаром так і сталось. У січні 1815 року Байрон одружився з міс Мілбенк. Він ніжно називав її «яблучком», а вона його — «селезнем». Проте щастя молодих не було тривалим. Через рік вони розірвали стосунки. Аннабела пішла від Байрона з маленькою дочкою Адою. Що ж привело до розлучення? Причин було багато. Байрон хотів виїхати з Англії і жити в теплих краях, подорожувати світом, а його дружина не уявляла життя поза Туманним Альбіоном. Байрон легко закохувався, вів досить вільне життя у світському товаристві, а Аннабела не могла з цим змиритися. Його вірші та політичні виступи, які раніше подобались Аннабелі, тепер дратували її. Вона прагнула до спокійного, урівноваженого життя, а бентежний характер чоловіка не давав змоги жити так, як їй хотілося. Деякі біографи Байрона пишуть, що поет ніколи не любив Аннабелу, що це був випадковий шлюб. Але чи це справді так?.. Є достовірні свідчення, що перед смертю Байрон згадав свою сім'ю. Останніми його словами були: «Моя дружина? Моє дитя? Моя сестра?» — ви знаєте все… ви повинні сказати все… ви знаєте всі мої бажання…"

## Зноски
1. 1 2  SNAC — 2010.
2. 1 2 3  Find a Grave — 1996.
3. ↑  Байрон, Джордж-Ноэль-Гордон // Энциклопедический словарь / под ред. И. Е. Андреевский — СПб: Брокгауз — Ефрон, 1891. — Т. IIа. — С. 726–730.
4. ↑  The History of Parliament
5. 1 2 3 4  Kindred Britain
6. ↑  Lundy D. R. The Peerage

| Персоналії | Це незавершена стаття про особу. Ви можете допомогти проєкту, виправивши або дописавши її. |